# Брюквенный айнтопф

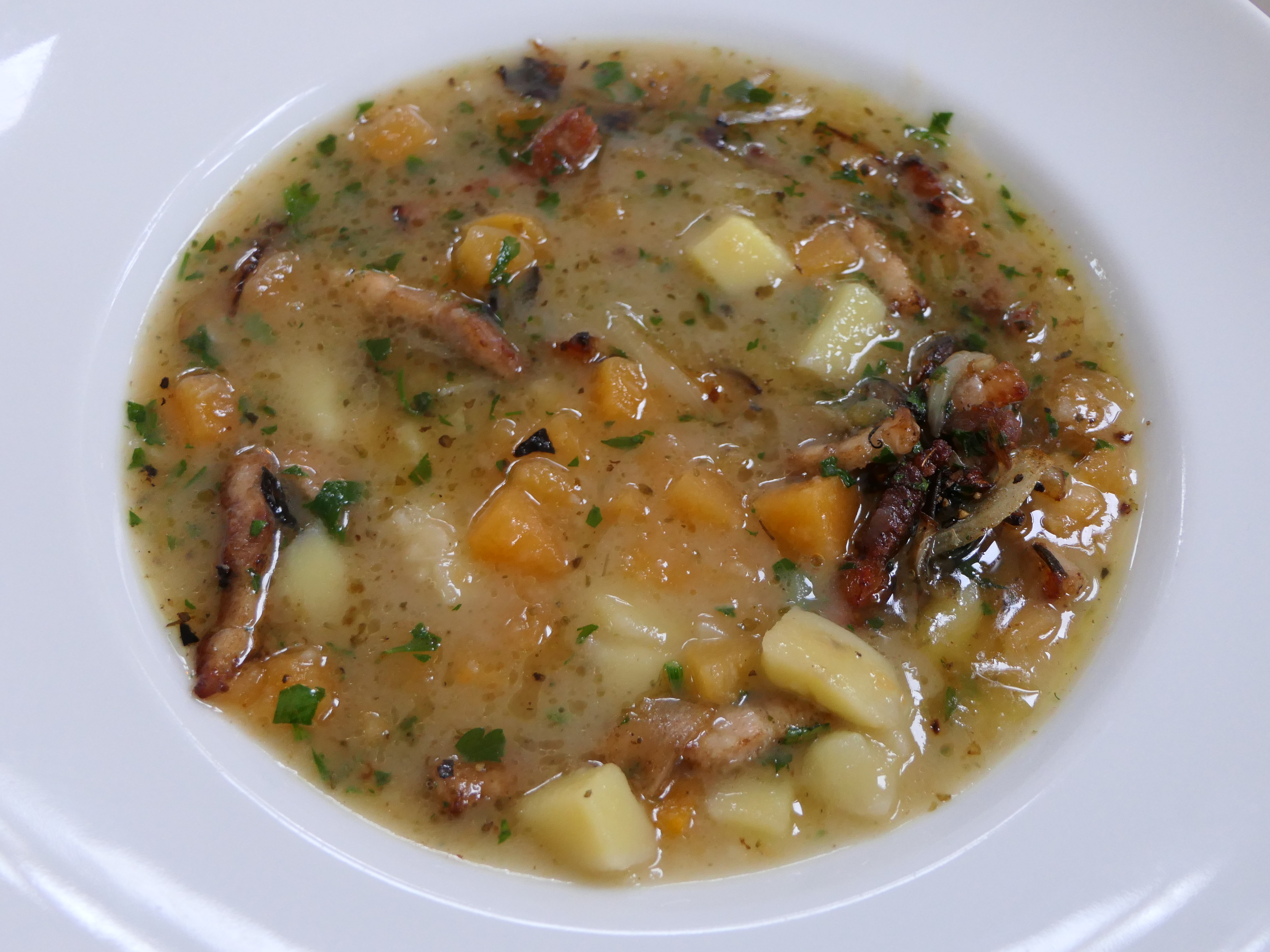
Брюквенный айнтопф с гусятиной

Брюквенный айнтопф (нем. Steckrübeneintopf) — немецкий густой суп из брюквы, типичное обеденное блюдо на Севере Германии. В Германии из брюквы также готовят брюквенное пюре, которое является гарниром, а не самостоятельным блюдом. Помимо брюквы для приготовления брюквенного айнтопфа требуются морковь, картофель, лук-порей, сельдерей и петрушка, иногда особого сорта груши, а также мясо, как правило, копчёное, или колбаса. Брюквенный айнтопф приправляют солью, чёрным перцем, горчицей и хреном.
Ранее в крестьянских домах сытный брюквенный айнтопф являлся практически ежедневным блюдом наряду с жареным картофелем. В Шлезвиг-Гольштейне в брюквенный айнтопф добавляют колбасы из субпродуктов и касселер. В «любекском национальном айнтопфе» обязательна свинина, суп загущают мукой и сливками. В «гамбургском национальном айнтопфе» могут присутствовать как свиной шпиг, так и говядина или курятина. В Хадельне вместо картофеля добавляют мучные клёцки.